# Bibaboerderij
De Bibaboerderij is een Nederlands televisieprogramma voor kinderen van 2 tot 6 jaar, geproduceerd in opdracht van Planet Play en uitgezonden op RTL Telekids, RTL 8.

## Beschrijving
Het programma, dat voor het eerst te zien was op 25 februari 2008, speelt zich af op een boerderij. Spelenderwijs richt het programma zich op plezier, gezondheid en sociale betrokkenheid. Muziek staat centraal in het programma.
De twee menselijke personages in het programma zijn Bart de Boer en Bibi de Boerin. Verder leven op de Bibaboerderij de Vivavogelverschrikker, de Didadiertjes, de Gigagroentes en de Fifafruitjes.
De Bibaboerderij is dagelijks te zien op Telekids, RTL 8.

## De figuren
- Bart, de boer van de Bibaboerderij
- Bibi, de boerin van de Bibaboerderij en zorgt voor alle diertjes.
- ViVavogelverschrikker, de met stro bedekte vogelverschrikker van de Bibaboerderij

### Didadiertjes
- Hihahaan, staat altijd als eerste op en maakt iedereen wakker met zijn luide gekukel. Hij is verliefd op Kikakip.
- Bibabig, zit in een buggy en is super positief ingesteld en ziet altijd de mogelijkheden en kansen in het leven.
- Kikakip, verzorgt zich graag tot in de puntjes en is met haar 'getok' nadrukkelijk aanwezig.
- Kiekeboekoe, speelt graag verstoppertje.
- Pipapony

### De Gigagroentes
- Titatomaat, (poppenspeler Jogchem Jalink) is een beetje verlegen en kleurt snel rood.
- Bibaboon, (poppenspeler Martin Soeters) is de grappigste groente van de Gigagroentes, is erg druk en vindt zichzelf een geweldige boon.
- Wiwawortel, (poppenspeler Renee Menschaar) is de slimste van de Gigagroentes en denkt altijd op elke vraag een antwoord te weten.

### De Fifafruitjes
- Pipapeer (Jogchem Jalink)
- Bibabanaan (Renee Menschaar)

Pipapeer en Bibabanaan vinden het erg leuk om iedereen wat te leren. Ze zijn namelijk erg goed in tellen, rijmen en kleuren.
| Personage             | Acteur            |
| --------------------- | ----------------- |
| Bibabig               | Jody Pijper       |
| Kikakip               | Jody Pijper       |
| Bibabanaan            | Jody Pijper       |
| Bart                  | Nick Bult         |
| Kiekeboekoe           | Nick Bult         |
| Pipapeer              | Nick Bult         |
| Bibaboon              | Han van Eijk      |
| Hihahaan              | Han van Eijk      |
| Bibi                  | Esther Hart       |
| Titatomaat            | Esther Hart       |
| Wiwawortel            | Ferry van Leeuwen |
| Vivavogelverschrikker | Ferry van Leeuwen |
| Pipapony              | Kathy Meijer      |

## Discografie

### Albums
| Album met eventuele hitnotering(en) in de Nederlandse Album Top 100 | Datum van verschijnen | Datum van binnenkomst | Hoogste positie | Aantal weken | Opmerkingen |
| ------------------------------------------------------------------- | --------------------- | --------------------- | --------------- | ------------ | ----------- |
| De leukste liedjes van de Bibaboerderij                             | 2008                  | 15-11-2008            | 91              | 3            |             |

## Ophef
Eind 2009 kwamen zowel de Bibaboerderij als de TROS in opspraak toen bleek dat de omroep te veel op sponsoring zou leunen. Er volgde een boete van 270.000 euro voor de TROS, waardoor het programma niet uitgezonden kon worden en de TROS vervolgens overwoog helemaal te stoppen met kinderprogrammering. De Bibaboerderij wordt sinds 2010 uitgezonden bij RTL 8.